# Owen Cooper
Owen Cooper   (Warrington, 5 de desembre de 2009) és un actor anglès. Va debutar amb el seu paper de Jamie Miller a la minisèrie de Netflix Adolescence (2025).

## Trajectòria
Cooper va néixer en una família de classe treballadora a Warrington. La seva mare és cuidadora i el seu pare treballa en informàtica. Té dos germans més grans. Membre de l'equip sub-15 de Warrington Rylands, inicialment volia ser futbolista abans de fer classes setmanals d'interpretació amb The Drama Mob a Manchester.
El març de 2025, va debutar com a actor interpretant a Jamie Miller, un jove acusat d'assassinat, a la minisèrie de Netflix Adolescence. Va protagonitzar una escena sense talls, juntament amb Erin Doherty, qui va interpretar la seva psicòloga infantil Briony Ariston, el que va resultar en un segment continu de 52 minuts (episodi 3) de la sèrie. També va aparèixer a l'episodi 1, i la seva veu apareix a l'episodi 4. El paper li va valer elogis de la crítica.
Ha estat seleccionat per a interpretar el jove Heathcliff a Cims borrascosos d'Emerald Fennell, l'estrena del qual està prevista per al 2026.

## Filmografia

### Cinema
| Any  | Títol            | Rol             | Ref.  |
| ---- | ---------------- | --------------- | ----- |
| 2026 | Cims borrascosos | Jove Heathcliff | [ 8 ] |

### Televisió
| Any  | Títol          | Rol          | Notes                   | Ref.  |
| ---- | -------------- | ------------ | ----------------------- | ----- |
| 2025 | Adolescence    | Jamie Miller | Rol principal           | [ 4 ] |
| 2025 | Club de cinema | Callum       | S'estrenarà properament | [ 9 ] |